# Teocalco (Tlaxcoapan)
Teocalco es una localidad de México localizada en el municipio de Tlaxcoapan en el estado de Hidalgo.

## Geografía
Se encuentra en la región geográfical Valle del Mezquital. Le corresponden las coordenadas geográficas 20° 05’ 17.736” de latitud norte y 99° 17’ 04.808” de longitud oeste, con una altitud de 2065 m s. n. m. Cuenta con un clima semiseco templado.
En cuanto a fisiografía se encuentra en la provincia de la Eje Neovolcánico, dentro de la subprovincia de Sierras y Llanuras de Querétaro e Hidalgo; su terreno es de llanura. En lo que respecta a la hidrografía se encuentra posicionado en la región del Pánuco, dentro de la cuenca del río Moctezuma, en la subcuenca del río Tula.

## Demografía
En 2020 registró una población de 1212 personas, lo que corresponde al 4.23 % de la población municipal. De los cuales 570 son hombres y 642 son mujeres.
| Gráfica de evolución demográfica de Teocalco entre 1900 y 2020                               |
|                                                                                              |
| Población de los censos y conteos del Instituto Nacional de Estadística y Geografía (INEGI). |